# E. G. Marshall
E. G. Marshall (Owatonna, Minnesota, 18 de junio de 1914-Bedford, Nueva York, 24 de agosto de 1998) fue un actor estadounidense.
Desde 1974 a 1981, fue el presentador del teatro radial The CBS Radio Mystery Theater, el cual fue transmitido a través de la filial de CBS por las radios de Estados Unidos.
Cada episodio comenzaba con un sonido crujiente de puerta, que se abría lentamente, invitando al oyente a tener una aventura por la tarde. Al final de cada programa, la puerta se cerraba lentamente, con Marshall diciendo Hasta la próxima ocasión, felices... ¿sueños?.
Murió el 24 de agosto de 1998, debido a un cáncer de pulmón.

## Apariciones destacadas
- Absolute power (1997)
- Nixon (1995)
- Chicago Hope (1994)
- Creepshow (1982)
- Superman II (1980)
- Interiors (1978)
- El puente de Remagen (1969)
- The Poppy Is Also a Flower (1966)
- Impulso criminal (1959)
- The Buccaneer (1958)
- 12 Angry Men (1957)
- The Bachelor Party (1957)
- The Left Hand of God (1955)
- Broken Lance (1954)
- The Silver Chalice (1954)
- The Caine Mutiny (1954)
- Call Northside 777 (1948)
- 13 Rue Madeleine (1947)